# 許タク
許 沰（ホ・タク、朝鮮語: 허탁/許沰、1935年12月21日 - 2001年11月15日）は、大韓民国の政治家。第13代韓国国会議員。
本貫は陽川許氏、号は三清（サムチョン、삼청/三淸）。カトリック教徒。

## 経歴
日本統治時代の忠清北道忠州郡（中原郡を経て現・忠州市）出身。清州師範学校、延世大学校文理科大学、国立警察専門学校、延世大学校経営大学院卒。民主正義党、統一民主党、新民主共和党の三党合同後最初の国政選挙である1990年4月の第13代国会議員の補欠選挙で鎮川・陰城選挙区から野党側の候補から出馬し、予測に反して民主自由党の閔泰求候補を約6千票で下して当選した。1992年の第14代総選挙で落選した後、政界を引退した。また、忠北警察局警務課傘下機関を経て、笙極中学校理事長、大韓蚕業組合理事長、民主党鎮川・陰城地区党委員長・統合特委委員・党紀委員長・政務委員、韓国グアテマラ議員協会理事、国会予決委員・内務委員を務めた。
2001年11月15日、肝癌により死去。享年66。

## エピソード
妻とは1952年に結婚し、2男4女をもうけた。政界引退後は学校の仕事と農業をして、休日には外に出ていた子息たちを呼び戻して土地の大切さを教えていた。